# Scotiabank Saddledome
Scotiabank Saddledome, tidigare Olympic Saddledome, öppnades den 15 oktober 1983 och är en inomhusarena för ishockey och lacrosse i Calgary, Alberta. Arenan är hemmaarena för bland andra Calgary Flames, som spelar i National Hockey League. Flames spelade tidigare i arenan Stampede Corral. Flames hyresavtal i Scotiabank Saddledome löper ut 2014, och därefter kommer klubben eventuellt att flytta till en ny arena.
Arenan har en publikkapacitet på 19 289 vid ishockeymatcher.
I arenan avgjordes ishockey och konståkning under olympiska vinterspelen 1988. Vidare hölls där världsmästerskapen i konståkning 2006.
Arenans namn kommer av att den ser ut som en sadel. Mellan 2000 och 2010 fanns ett sponsoravtal med olje- och naturgasbolaget Pengrowth. Det senaste sponsoravtalet är med banken Scotiabank.

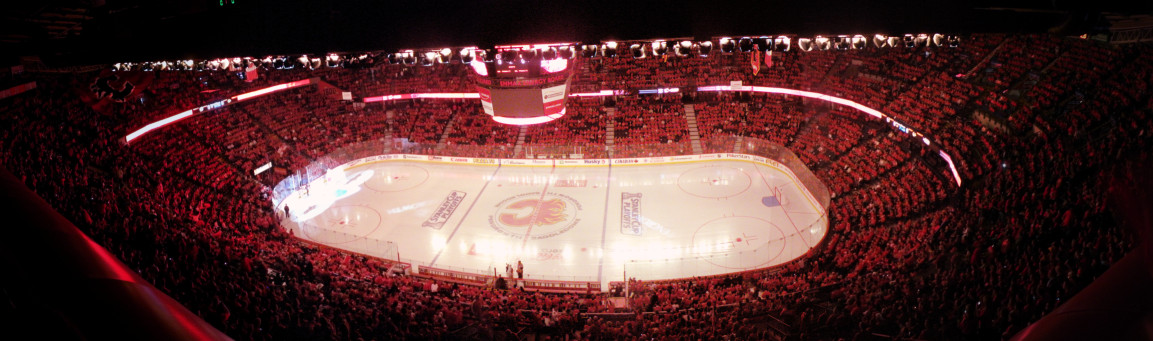
Panoramabild inför en Flames-match 2009.